# Franz Schachner
Franz Franz Schachner (Liezen, 20 luglio 1950) è un ex slittinista austriaco.

## Biografia
Gareggiò per la nazionale austriaca sia nel singolo che nel doppio, ottenendo i suoi più importanti risultati nella specialità biposto insieme a Rudolf Schmid.
Prese parte a due edizioni dei Giochi olimpici invernali: a Sapporo 1972 concluse ventitreesimo nel singolo e nono nel doppio e ad Innsbruck 1976, in quella che fu la sua ultima gara a livello internazionale, vinse la medaglia di bronzo nel doppio.
Prese parte altresì a cinque edizioni dei campionati mondiali, ottenendo le medaglie di bronzo nel doppio a Schönau am Königssee 1974 e ad Hammarstrand 1975, mentre nel singolo il suo risultato migliore fu il diciannovesimo posto a Schönau am Königssee 1970. Nelle rassegne continentali vinse la medaglia d'argento nel doppio ad Hammarstrand 1970.

## Palmarès

### Olimpiadi
- 1 medaglia:
  - 1 bronzo (doppio ad Innsbruck 1976).

### Mondiali
- 2 medaglie:
  - 2 bronzi (doppio a Schönau am Königssee 1974; doppio ad Hammarstrand 1975).

### Europei
- 1 medaglia:
  - 1 argento (doppio ad Hammarstrand 1970).